# Gambia na igrzyskach Wspólnoty Narodów
Gambia wystartowała po raz pierwszy na igrzyskach Wspólnoty Narodów w 1970 roku na igrzyskach w Edynburgu i od tamtej pory uczestniczyła we wszystkich igrzyskach oprócz drugich igrzysk w Edynburgu w 1986. Jedynym medalistą z Gambii jest Sheikh Tidiane Faye - zdobył on brązowy medal w konkursie skoku wzwyż w 1970.

## Klasyfikacja medalowa
| Igrzyska          | Złoto | Srebro | Brąz | Razem |
| ----------------- | ----- | ------ | ---- | ----- |
| 1970 Edynburg     | 0     | 0      | 1    | 1     |
| 1974 Christchurch | 0     | 0      | 0    | 0     |
| 1978 Edmonton     | 0     | 0      | 0    | 0     |
| 1982 Brisbane     | 0     | 0      | 0    | 0     |
| 1990 Auckland     | 0     | 0      | 0    | 0     |
| 1994 Victoria     | 0     | 0      | 0    | 0     |
| 1998 Kuala Lumpur | 0     | 0      | 0    | 0     |
| 2002 Manchester   | 0     | 0      | 0    | 0     |
| 2006 Melbourne    | 0     | 0      | 0    | 0     |
| 2010 Nowe Delhi   | 0     | 0      | 0    | 0     |
| Razem             | 0     | 0      | 1    | 1     |

### Według dyscyplin
| Dyscyplina    | Złoto | Srebro | Brąz | Razem |
| ------------- | ----- | ------ | ---- | ----- |
| Lekkoatletyka | -     | -      | 1    | 1     |
| Razem         | 0     | 0      | 1    | 1     |